# Ictonyx
Ictonyx es un género de mamíferos carnívoros pertenecientes a la familia Mustelidae. Se distribuyen por África.

## Especies
Se reconocen las siguientes especies:
- Ictonyx libyca
- Ictonyx striatus